# 澄觀路
澄觀路（Chengguan Rd.）為高雄市仁武區的主要道路，大致呈弧形。起端銜接高雄市區大中一路，末端銜接大社區和平路二段，為國道十號的橋下平面道路，本道路共分為三段，鳳仁路、仁林路為分段點。

## 行經行政區域
- 仁武區

## 分段
澄觀路共分成三段：
- 澄觀路：西起於八德西路口並橫跨鼎金系統交流道銜接大中一路，東於鳳仁路口接一段。
- 一段：西於鳳仁路口接澄觀路，過鳳仁路口後逐漸轉為南北向，北於仁林路口接二段。
- 二段：南於仁林路口接一段，北止於大社、仁武區交界銜接大社區和平路二段。

## 沿線設施
（由西至東）
- 澄觀路：
  - 八德停車場
  - 八德重劃公園
  - 高雄市立仁武特殊教育學校

（由南至北）
- 澄觀路一段：
  - 中油新厝灣內加油站
  - 獅龍溪
  - 獅龍溪滯洪池
  - 國道十號仁武交流道
  - 中油亞柏加油站
  - 全家便利商店仁武澄觀店
- 澄觀路二段：
  - 台糖加油站仁林站
  - 南台灣信鴿聯合會

## 相關連結
- 高雄市主要道路列表